# Organo della chiesa dei Santi Cipriano e Cornelio a Ganderkesee

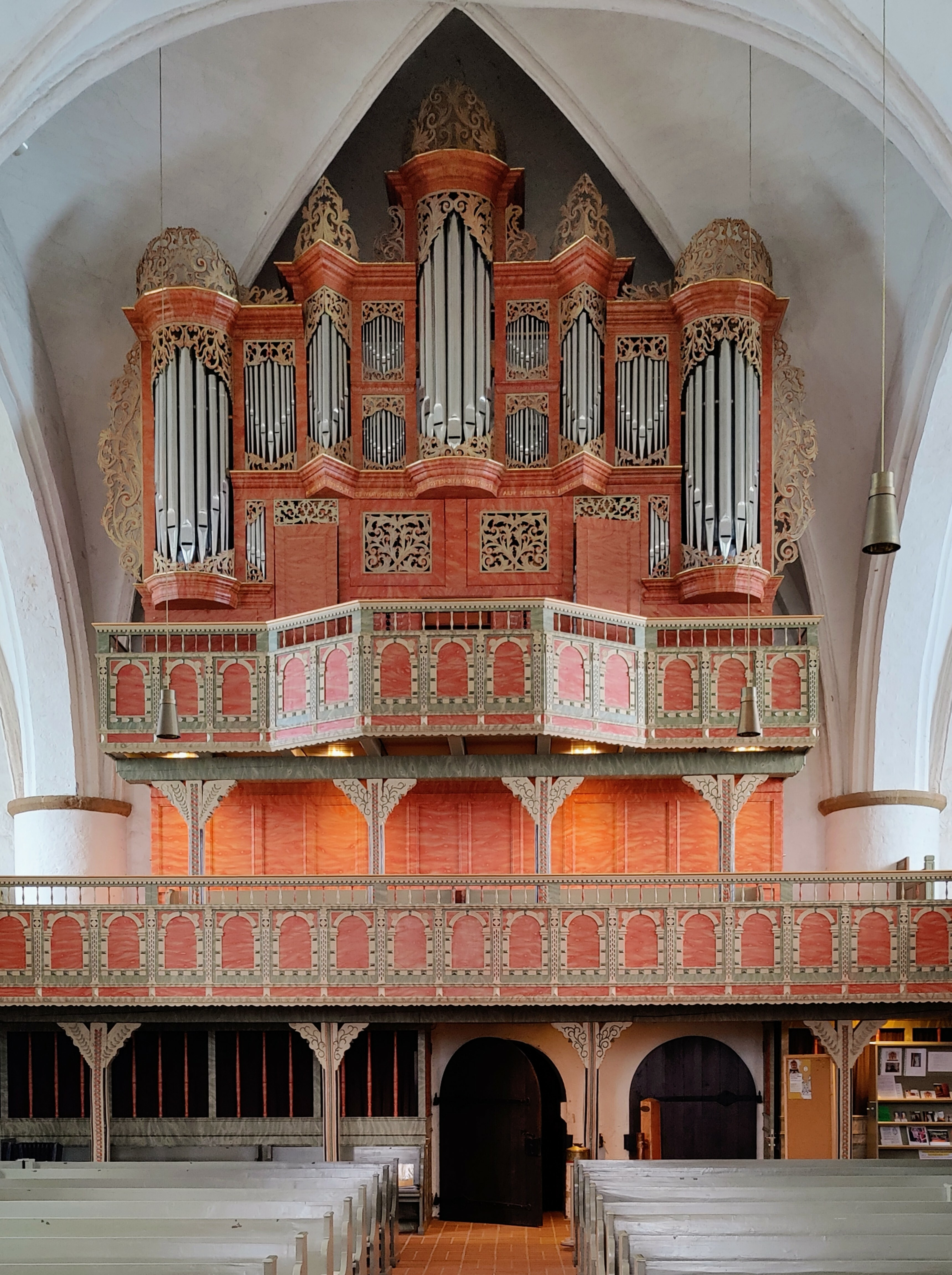
L'organo della chiesa dei Santi Cipriano e Cornelio a Ganderkesee.

Con organo della chiesa dei santi Cipriano e Cornelio ci si riferisce a un organo monumentale costruito a Ganderkesee, in Germania.

## Storia
L'organo, originariamente dotato di sedici registri, due manuali e pedaliera non indipendente, venne realizzato da Arp Schnitger nel 1699, il quale ricevette un compenso di 480 talleri.
Nel 1760 Johann Hinrich Klapmeyer aggiunse una pedaliera indipendente da sei registri e le due torri di basseria. Nel 1766 venne ridipinta la cassa. Nel corso del XIX secolo l'organo subì diversi interventi da parte di Johann Claussen Schmid e di suo figlio Johann Martin, i quali sostituirono i mantici e rimpiazzarono alcuni registri. Interventi di restauro vennero effettuati da Alfred Führer nel 1935, nel 1948 e nel 1966.
Nel 2002 i superiori della chiesa decisero di commissionare un nuovo restauro alla ditta Führer, ma i lavori dovettero interrompersi nel 2004 a causa dello scioglimento della società. Il restauro venne portato a termine nel 2005 da Heiko Lorenz, il quale riportò lo strumento alle sue condizioni originarie del 1699.

## Caratteristiche tecniche
Attualmente l'organo è a trasmissione interamente meccanica, l'aria è prodotta da tre mantici a cuneo, la pressione del vento è di 68 mm in colonna d'acqua, il corista del La corrisponde a 466 Hz e il temperamento è il mesotonico modificato. La disposizione fonica è la seguente:
| Primo manuale - Hauptwerk |        |     |
| Principal                 | 8'     | S   |
| Quintadena                | 16'    | S   |
| Rohrflöte                 | 8'     | S   |
| Octave                    | 4'     | S   |
| Super Octave              | 2'     | S   |
| Wald Flöte                | 2'     | L   |
| Quinte                    | 1' 1/3 | L   |
| Sesquialtera              | II     | S/L |
| Mixtur                    | IV     | L   |
| Trompete                  | 8'     | L   |

| Secondo manuale - Brustwerk |        |   |
| Gedackt                     | 8'     | S |
| Blockflöte                  | 4'     | S |
| Octave                      | 2'     | L |
| Spitzflöte                  | 2'     | S |
| Sifflöte                    | 1' 1/3 | L |
| Scharf                      | III    | L |

| Pedal     |     |       |
| Subbass   | 16' | L     |
| Principal | 8'  | K     |
| Octave    | 4'  | K     |
| Posaune   | 16' | K/Sch |
| Trompete  | 8'  | L     |
| Trompete  | 4'  | L     |

| Accessori |   |
| Tremulant | S |

S = Arp Schnitger (1699).
K = Johann Hinrich Klapmeyer (1760).
Sch = Johann Claussen Schmid (1820).
L = Heiko Lorenz (2005).

## Galleria d'immagini

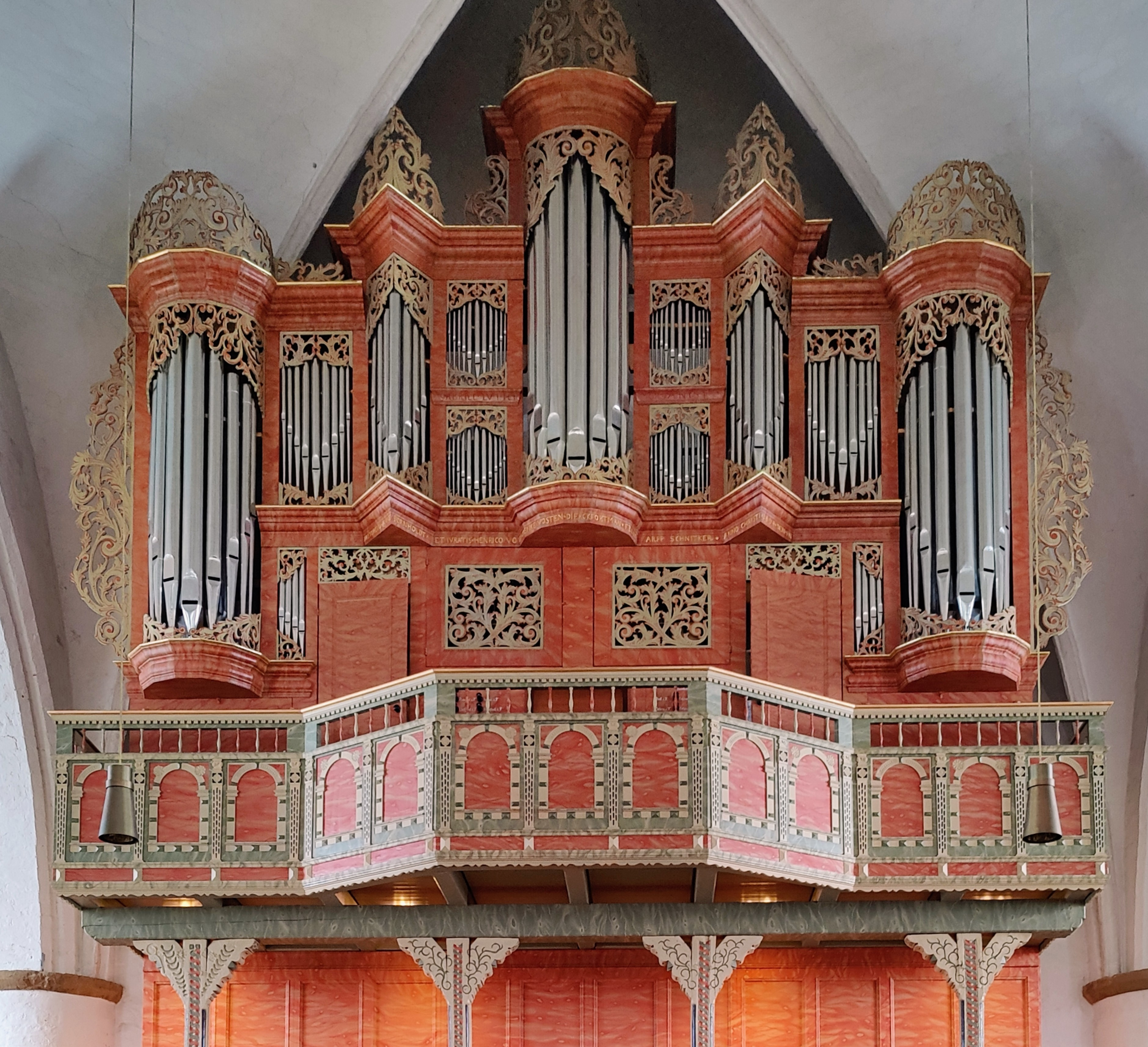
Prospetto dell'organo.
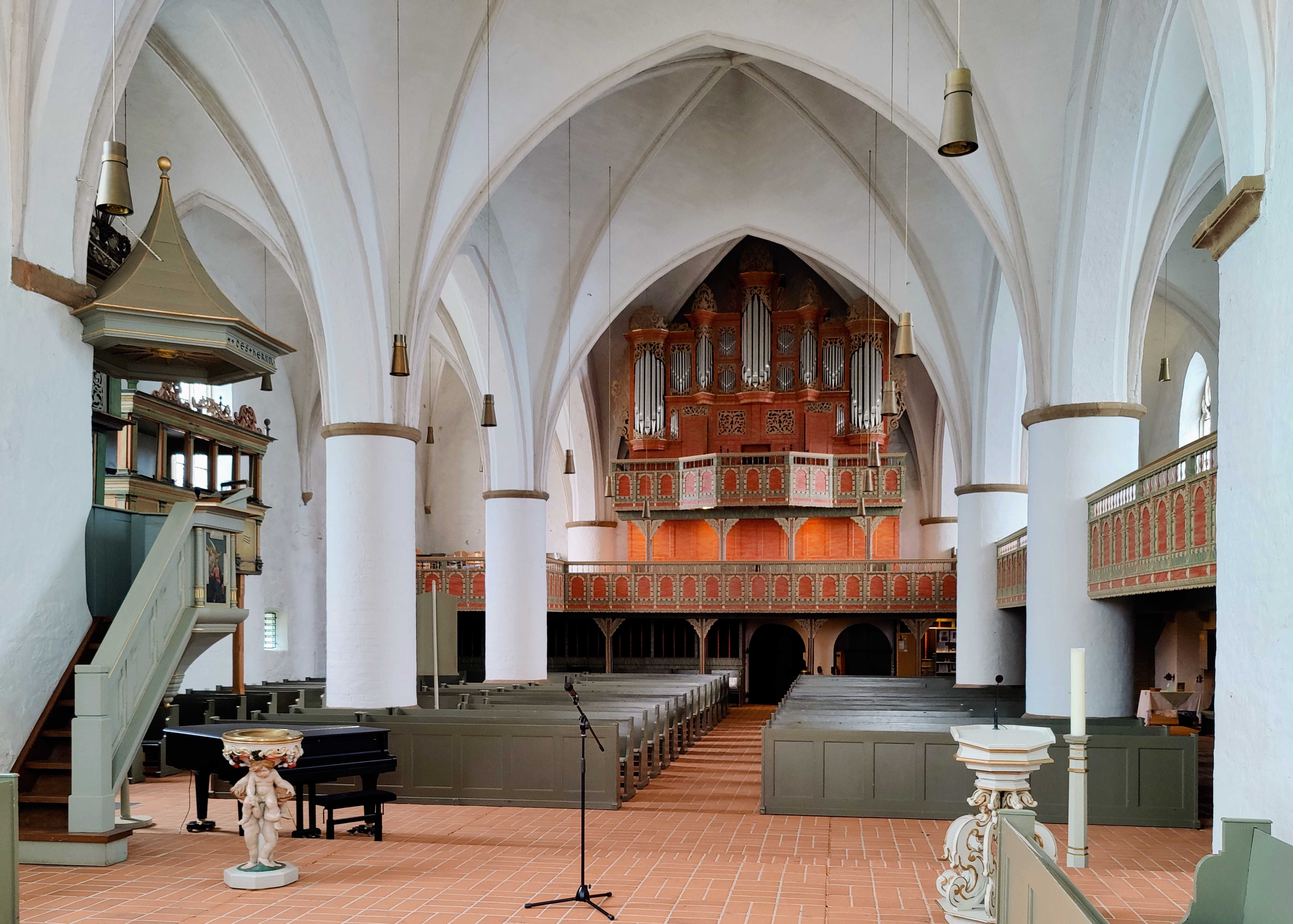
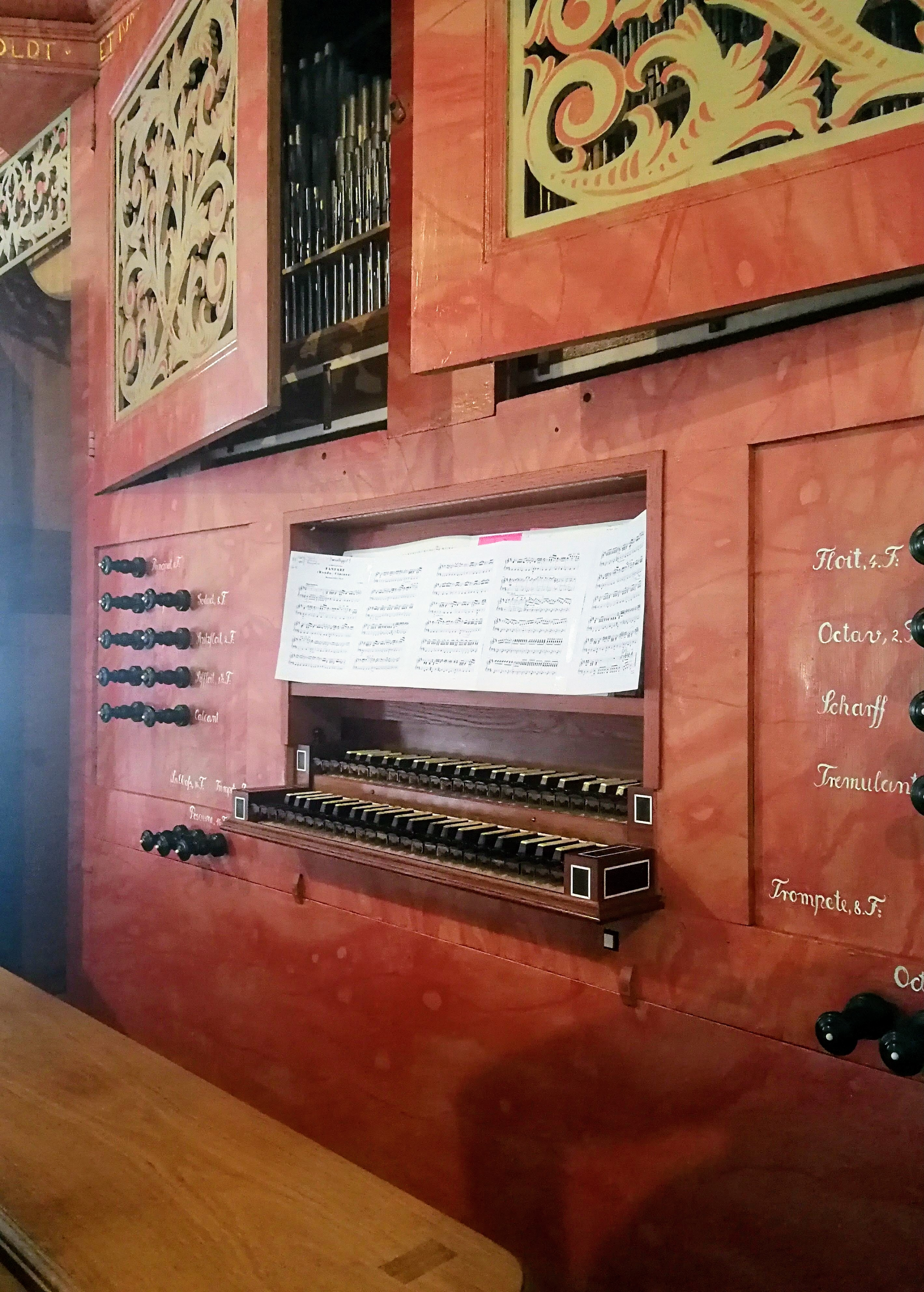
Particolare della consolle.